# Marco Pinotti
Marco Pinotti (Osio Sotto, Italia, 25 de febrero de 1976) es un ciclista italiano.
Debutó como profesional en el año 1999 en las filas del equipo Lampre-Daikin.
El 3 de octubre de 2013 anunció su retirada del ciclismo tras quince temporadas como profesional y con 37 años de edad.

## Palmarés
| 1999 - Gran Premio de Europa (haciendo pareja con Raivis Belohvoščiks) 2000 - 1 etapa del Tour de Polonia 2003 - 1 etapa de la Vuelta al País Vasco 2004 - 3.º en el Campeonato de Italia Contrarreloj 2005 - Campeonato de Italia Contrarreloj 2006 - 2.º en el Campeonato de Italia Contrarreloj 2007 - Campeonato de Italia Contrarreloj 2008 - 1 etapa del Giro de Italia - Campeonato de Italia Contrarreloj - Tour de Irlanda | 2009 - 1 etapa de la Vuelta al País Vasco - Campeonato de Italia Contrarreloj 2010 - 1 etapa del Tour de Romandía - Campeonato de Italia Contrarreloj 2012 - 1 etapa del Giro de Italia - 3.º en el Campeonato de Italia Contrarreloj - 1 etapa de la Vuelta a Austria 2013 - Campeonato de Italia Contrarreloj |

## Resultados en Grandes Vueltas y Campeonatos del Mundo
| Carrera              | Carrera              | 1999  | 2000 | 2001  | 2002 | 2003 | 2004 | 2005 | 2006 | 2007 | 2008 | 2009 | 2010 | 2011 | 2012 | 2013 |
| -------------------- | -------------------- | ----- | ---- | ----- | ---- | ---- | ---- | ---- | ---- | ---- | ---- | ---- | ---- | ---- | ---- | ---- |
|                      | Giro de Italia       | —     | —    | —     | —    | —    | —    | 48.º | 60.º | 18.º | 65.º | 40.º | 9.º  | Ab.  | 41.º | —    |
|                      | Tour de Francia      | 113.º | —    | 52.º  | Ab.  | —    | —    | —    | —    | —    | —    | —    | —    | —    | —    | —    |
|                      | Vuelta a España      | —     | —    | 126.º | —    | —    | —    | —    | —    | —    | —    | —    | —    | —    | —    | Ab.  |
| Mundial Contrarreloj | Mundial Contrarreloj | —     | 10.º | 25.º  | —    | —    | —    | 17.º | 20.º | 14.º | 13.º | 5.º  | —    | 26.º | —    | 7.º  |

—: no participa

Ab.: abandono

## Equipos
- Lampre-Daikin (1999-2004)
- Saunier Duval-Prodir (2005-2006)
- T-Mobile/Team High Road/Team Columbia/Team HTC (2007-2011)
  - T-Mobile Team (2007)
  - Team High Road (2008) (hasta junio)
  - Team Columbia (2008)
  - Team Columbia-High Road (2009) (hasta junio)
  - Team Columbia-HTC (2009)
  - Team HTC-Columbia (2010)
  - HTC-Highroad (2011)
- BMC Racing Team (2012-2013)